# 로빈 홀리데이
로빈 홀리데이(영어: Robin Holliday, 1932년 11월 6일~2014년 4월 9일)은 영국의 분자생물학자이다. 홀리데이는 균류의 감수분열 중에 일어나는 유전자 전환 사건을 설명하기 위한 DNA 가닥 교환 메커니즘을 설명했다. 이 모델은 1964년에 처음 제안되었으며, 현재 홀리데이 접합으로 알려져 있다.

## 같이 보기
- 홀리데이 접합